# White Fawn's Devotion
White Fawn's Devotion er en amerikansk stumfilm fra 1910.